# Австралійська плямиста акула зірчаста
Австралійська плямиста акула зірчаста (Asymbolus galacticus) — акула з роду австралійська плямиста акула родини котячі акули.

## Опис
Загальна довжина досягає 47,7 см. Голова відносно велика. Очі великі, мигдалеподібні, з мигательною перетинкою. Позаду них присутні невеличкі бризкальця. Ніздрі помірного розміру. Присутні носові клапани. Губні борозни короткі. Рот широкий. Зуби дрібні з 3-5 верхівками, з яких центральна верхівка висока і гостра, бокові — маленькі. У неї 5 пар коротких зябрових щілин. Тулуб тонкий і гнучкий. Грудні плавці відносно широкі. Має 2 спинних плавця однакового розміру. Розташовані у хвостовій частині. Черевні плавці низькі. Анальний плавець витягнутий, низький. Хвостовий плавець гетероцеркальний, на нижній частині верхньої лопаті присутній «прапорець».
Забарвлення строкате. Загальний фон блідо-коричневий. Спина й боки вкриті світлими і рудувато-коричневими плямами, що чергуються. Вони мають зірчасту форму. Уздовж спини присутні слабко виражені темні сідлоподібні плями. Черево має білуватий колір.

## Спосіб життя
Тримається на глибинах від 235 до 550 м. Воліє до скелястих та кам'янистих ґрунтів, схилів підводних гір. Не дуже активна акула. Полює на здобич біля дна. Живиться креветками, крабами, личинками, морськими червами, невеличкою костистою рибою.
Статева зрілість у самців настає при розмірах 44-45 см. Це яйцекладна акула.
Не є об'єктом промислового вилову.

## Розповсюдження
Мешкає у південних районах акваторії о. Нова Каледонія.